# Edward Rickenbacker
Edward Rickenbacker (Columbus (Ohio), 8 oktober 1890 – Zürich, 27 juli 1973) was een Amerikaans gevechtspiloot tijdens de Eerste Wereldoorlog.
Rickenbacker was voor de Eerste Wereldoorlog een succesvol autocoureur. In 1917 was hij in Frankrijk de privé-chauffeur van generaal Pershing. Omdat hij actie wilde, vroeg hij overplaatsing naar de US Army Aviation Section, aanvankelijk als technisch officier. Hij leerde er vliegen en ging in maart 1918 over naar het 94th Aero Squadron.
Hij vloog in Nieuport 28's en vervolgens Spad XIII's. Aan het einde van de oorlog had hij in totaal 26 luchtoverwinningen tegen de Duitsers behaald. In september 1918 kreeg Rickenbacker het commando over het 94th. Als 28-jarige was hij, vergeleken met veel piloten onder zijn bevel, een oud man. Anders dan veel befaamde WO I-jagerpiloten overleefde hij de oorlog en bij zijn terugkomst in de VS wachtte hem een heldenwelkom als Amerika's grootste 'ace'. Rickenbacker werd beloond met de Medal of Honor.
In 1942 was hij gedwongen om een noodlanding op het water te maken nadat zijn Boeing B-17 boven de Stille Oceaan van koers was geraakt en zonder brandstof raakte. Rickenbacker en zes van zijn metgezellen werden gered na 24 dagen verblijf in een reddingsvlot.

## Militaire loopbaan
- Sergeant First Class:
- First Lieutenant:
- Captain:

## Decoraties
- Medal of Honor op 31 december 1931[2]
- Distinguished Service Cross (United States) met 8 Oak Leaf Clusters
- Junior Military Aviator Badge
- Prop and Wings
- Fourragère
- World War I Victory Medal met 6 Battle gesp'en
- Legioen van Eer
- Croix de guerre 1914–1918 (France) met 2 Palmen

## Vernoeming
Rickenbacker International Airport is naar hem vernoemd.